# Апостол Лукије
Апостол Лукије је био један од седамдесет Христових апостола. Апостол Павле га спомиње у својој Посланици Римљанима (Рим 16,21). 
Био је епископ града Лаодикије у Сирији.
Православна црква га прославља 10. септембра по јулијанском календару.